# Warlords (карточная игра)
Warlords — коллекционная карточная игра, выпущенная в 1997 году Iron Crown Enterprises. Сюжет игры основан на компьютерной игре Warlords III, разработанной компанией SSG; по геймплею она похожа на игру Magic: the Gathering.  Дизайнером выступил основатель SSG Йен Траут. Несмотря на то, что в связи с банкротством Iron Crown игра уже не издаётся, её можно купить в официальном интернет-магазине; также в неё можно играть через CCG Workshop.